# راندي لويس (منافس ألعاب قوى)
راندي لويس (بالإنجليزية: Randy Lewis) هو منافس ألعاب قوى أمريكي، ولد في 15 نوفمبر 1978 في أبرشية سانت أندرو في غرينادا.

## وصلات خارجية
- راندي لويس على موقع الاتحاد الدولي لألعاب القوى (الإنجليزية)
- راندي لويس على موقع الدوري الماسي (الإنجليزية)
- راندي لويس على موقع أوليمبيديا (الإنجليزية)